# Les Roses d'Acier
Roses d'Acier – Alliance de femmes (en chinois simplifié : 鏗鏘玫瑰) est un collectif de travailleuses du sexe chinoises en France créé en 2015 à Paris en réaction aux contrôles policiers et au débat sur la pénalisation des clients de la prostitution.  

## Historique
En 2014 une lettre ouverte est signée par une centaine d'entre elles, adressée aux élus du quartier de Belleville, situé à la frontières des 10e, 11e, 19e et 20e arrondissements de Paris. Elles dénoncent la répression et le harcèlement policier qui les visent,.

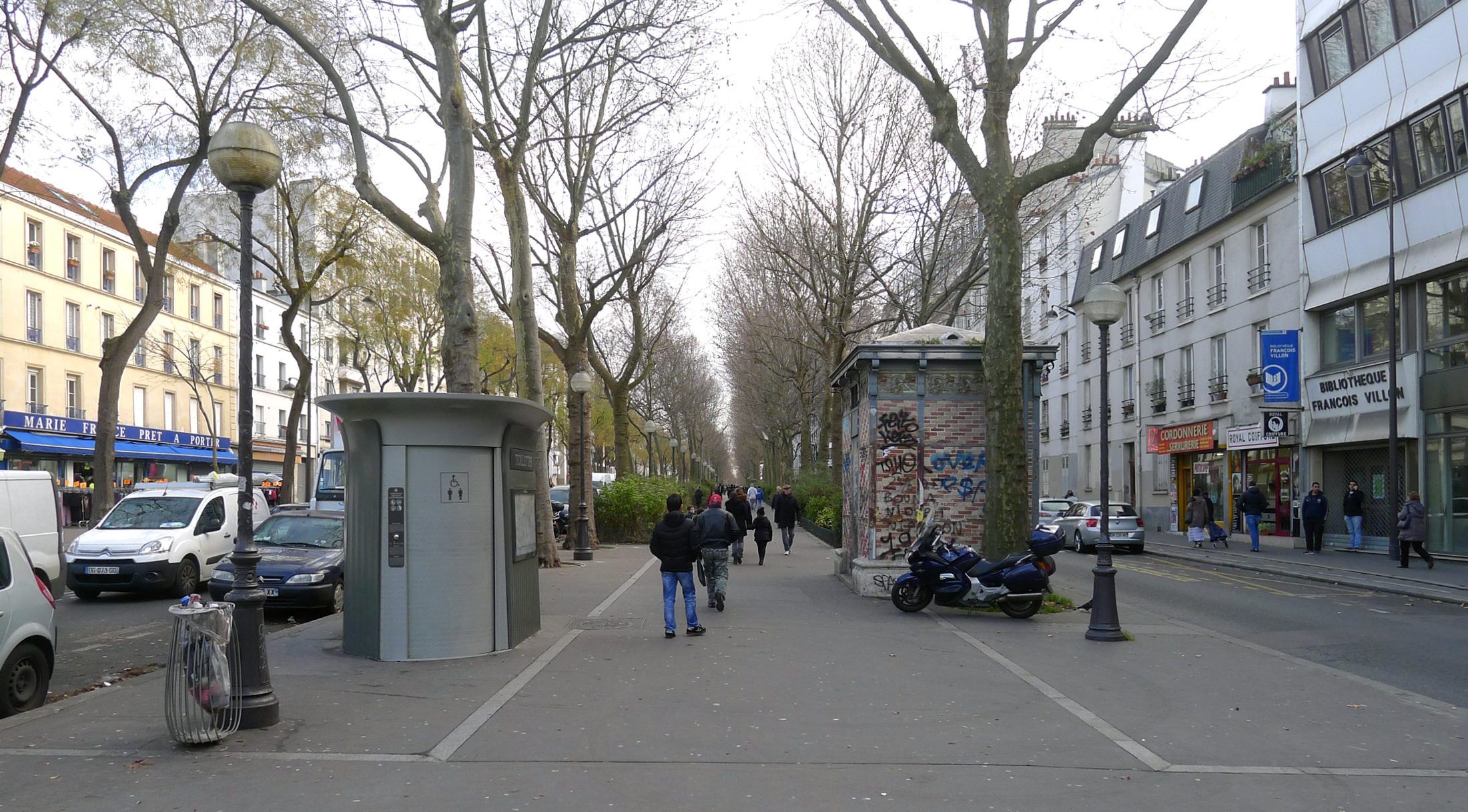
Le boulevard de la Villette

En décembre 2014, elles organisent leur première manifestation sur le Boulevard de la Villette, entre les stations de métro Belleville et Jaurès. Elles sont une centaine à manifester, masquées, un flambeau à la main, subissant les sifflés et railleries. Le lendemain, elles font l'objet d'insultes dans la presse des Chinois de Paris.
Elles prennent la parole publiquement pour la première fois lors de la Journée internationale pour l'élimination des violences faites aux travailleurs du sexe.
Une nouvelle manifestation est organisée le 11 juin par le syndicat du travail sexuel (Strass).
En juin 2015, en réaction à l’accroissement des contrôles d’identité et de la stigmatisation qui les décrit comme des indésirables, elles organisent un grand nettoyage des rues de Belleville à l’aide de balais multicolores. Coiffées de grands chapeaux protégeant leur anonymat, des dizaines d’entre elles profitent de cette opération pour engager le dialogue avec les riverains.
En juillet 2015, plusieurs associations interpellent le procureur de Paris dans une lettre ouverte à propos du « harcèlement policier » dont sont victimes les travailleuses du sexe chinoises parisiennes. Elle lui reprochent de « prêter main-forte », déplorant des moyens consistant « en des gestes humiliants et des pratiques coercitives injustifiées et vexatoires que l'autorité judiciaire ne saurait assumer ni couvrir ». Les signataires comptent parmi elles la Fédération des associations de solidarité avec tous·te·s les immigré·e·s (Fasti), la Ligue des droits de l'Homme, le Planning familial, le Syndicat de la magistrature et le Strass. 
En 2019, trois travailleuses du sexe chinoises sont assassinées à Paris.  
En mars 2023, le journaliste Rémi Yang, collaborateur notamment de Mediapart, Society et Streetpress publie chez Marchialy, Les Roses d'acier: Chronique d'un collectif de travailleuses du sexe chinoises à Paris, un ouvrage où il décrit le travail mené par le collectif. 
Le nom Roses d'Acier fait référence à une célèbre chanson chinoise.

## Filmographie
- 2018 : Empower - Perspectives de travailleuses du sexe, de Marianne Chargois[7]

## Podcasts
- Anne-Sophie Lepicard, « Rose d'acier : Ma fille, mon homme et les prostituées chinoises », sur www.arteradio.com, ARTE Radio, 30 janvier 2019